# Lecane uenoi
Lecane uenoi är en hjuldjursart som beskrevs av Yamamoto 1951. Lecane uenoi ingår i släktet Lecane och familjen Lecanidae. Inga underarter finns listade i Catalogue of Life.